# Brunnshusteatern
Brunnshusteatern var en under åren 1898–1932 verksam sommarteater i Brunnsparken i Helsingfors. 
Brunnshusteatern hade en föregångare i Tivoli-Theatern, en friluftsscen med 500 åskådarplatser uppfördes sommaren 1858 på initiativ av Brunnshusrestaurangens innehavare L.G. Kleineh. År 1863 ombyggdes teatern och förstorades, fick tak över åskådarplatserna och namnet Park-Theatern. Sedan Kleineh lämnat restaurangen 1869 försämrades teaterns konstnärliga nivå. Den stod ofta tom och började förfalla samt revs slutligen 1874. 
År 1898 tillkom Brunnshusteatern, där en tysk trupp och ett wieneroperettsällskap uppträdde de första åren. Därefter uppbars repertoaren mest av artister från Sverige jämte några inhemska förmågor. Flera skådespelare som senare blev ytterst uppburna konstnärer gjorde sin debut på Brunnshuseatern, bland andra Gösta Ekman. Här sjöng också norskan Kirsten Flagstad operett, innan hon fick sitt internationella genombrott som operasångerska. Brunnshusteatern var ett populärt sommarnöje för helsingforsare, men bar sig på grund av den korta säsongen inte och nedlades 1932.